# Pabean (Sedati)
Pabean is een bestuurslaag in het regentschap Sidoarjo van de provincie Oost-Java, Indonesië. Pabean telt 18.902 inwoners (volkstelling 2010).